# Calle de la Magdalena (Vitoria)
La calle de la Magdalena es una vía pública de la ciudad española de Vitoria.

## Descripción
A la calle, que fue parte de la de las Cercas Bajas, se le dio el nombre de «portal de las Brígidas» en 1867, pero fue sustituido por el actual el 12 de octubre de 1887. Aparece descrita en la Guía de Vitoria (1901) de José Colá y Goiti:

Calle de la Magdalena.—El 21 de agosto de 1867 se le dió el nombre de calle del portal de las Brígidas, y el 12 de octubre de 1887 el que hoy ostenta. Principia entre la calle del Juego de Pelota y el convento de las Brígidas y concluye en el camino de Bastituri.

El número 1 de esta calle es el convento de Recoletas de Santa Brígida, que existía ya en 1291 con el nombre de Santa María Magdalena. En el convento se conserva una piedra, en la que está estampada una mano. Esta piedra es del derribado convento de Santa Clara y, según tradición, es la huella de una palmada que en la piedra dió el santo Patriarca de la Orden, al pasar por Castilla, diciendo con profético espíritu: Aquí se fundará un convento de religiosos de mi Orden. La iglesia es de estilo ojival y la preciosa fachadita principal es grecoromana, predominando los órdenes jónico y compuesto y fué proyectada y construida por el insigne Olaguíbel en 1784, levantándose sobre el paseo llamado Campo de las Brígidas.

El número 14 de esta calle es el convento colegio de las Ursulinas, comenzado á construir en 1887.
(Colá y Goiti, 1901, pp. 42-43)

En la actualidad, la vía, situada en el barrio de Lovaina, discurre desde la plaza del mismo nombre hasta la calle de Vicente Goicoechea, donde, a la altura de la catedral de María Inmaculada, conecta con la calle del Prado. Además de albergar hasta su desaparición el mencionado convento de las Brígidas, se encuentra en esta calle un colegio de las ursulinas.